# Mera-Kūna
Mera je řeka 3. řádu ve východní části Litvy, ve Vilniuském kraji, v okrese Švenčionys. Je to levý přítok řeky Žeimena, do které se vlévá 28,6 km od jejího soutoku s řekou Vilija (která se od tohoto soutoku dále nazývá Neris). Horní tok řeky do soutoku se stejnojmenným potůčkem Mera se nazývá Kūna. Kūna pramení na jižním okraji okresního města Švenčionys. Až do soutoku s potůčkem Mera u obce Naujas Strūnaitis teče v celkovém směru jižním, po tomto soutoku přebírá název Mera a až do obce Kasčiukai teče směrem západním, zde se obrací do směru celkově jižního (a začíná postupně stále více meandrovat) až do blízkosti vsi Gelednė, kde se stáčí k západu, dále postupně k severozápadu až ke vsi Baliuliai, kde začíná být součástí chráněného území ichtyologické rezervace Žeimenos ichtiologinis draustinis a stáčí se dále pozvolna stále více k severu, až za vsí Gužiai se vrací do směru celkově severozápadního. Teče převážně lesnatým územím, v povodí řeky je mnoho mokřadů a jezer (Acintas, Perūnas, Kūna). Průměrný spád je 132 cm/km.

## Přítoky
- Levé:

| Hydrologické pořadí | Řeka               | Délka (km) | Povodí (km²) | Vzdálenost od ústí (km) | Ústí kde          | Koordináty ústí                |
| ------------------- | ------------------ | ---------- | ------------ | ----------------------- | ----------------- | ------------------------------ |
| 12110281            | M - 3 (Mera potok) | 3,7        | 5,4          | 53,1                    | Naujas Strūnaitis | 55°4′30″ s. š., 26°8′49″ v. d. |
| 12110283            | M - 1              | 6,4        | 20,4         | 19,5                    | Jenarališkė       | 54°58′4″ s. š., 25°58′6″ v. d. |

- Pravé:

| Hydrologické pořadí | Řeka    | Délka (km) | Povodí (km²) | Vzdálenost od ústí (km) | Ústí kde    | Koordináty ústí                  |
| ------------------- | ------- | ---------- | ------------ | ----------------------- | ----------- | -------------------------------- |
| 12110282            | Santaka | 6,7        | 28,0         | 22,2                    | Jenarališkė | 54°58′35″ s. š., 25°59′40″ v. d. |
| 12110284            | M - 4   | 2,8        | 7,5          | 19,0                    |             |                                  |
| 12110285            | M - 2   | 3,1        | 9,0          | 5,9                     |             |                                  |

## Sídla při řece
- Švenčionys, Merlinas, Salomenka, Melninkai, Naujas Strūnaitis, Kasčiukai, Ziboliškė, Trakai, Voksa, Zalavas, Jenarališkė, Pamerionys, Gužiai.